# Stefan Lindgren (författare)
Stefan Lindgren, född 21 juli 1949 i Karlskoga, är en svensk författare, journalist och översättare. Han har varit redaktör för Gnistan som var organ för SKP och ger ut nyhetsbrevet Ryska Posten om Ryssland.

## Litterära verk

### Egna utgåvor
- Afghanistan: en handbok. Stockholm: Utg. 1985. Libris 7761227. ISBN 91-86936-00-X - Redaktör och medförfattare.
- Afghanistan: reportage da un Vietnam dimenticato. Napoli: JN. 1986. Libris 772285 - Tillsammans med Odd Uhrbom. - Översatt till italienska.
- I vargens gap: [resa till Herat] (1. uppl.). Stockholm: Ordfront. 1986. Libris 569094
- Månsken, kom!: tredje resan i krigets Afghanistan. Stockholm: Ordfront. 1989. Libris 7634266. ISBN 91-7324-327-2
- Leningrad - på andra stranden. Stad i världen, 99-0916999-1 (1. uppl.). Stockholm: Ordfront. 1990. Libris 7634286. ISBN 91-7324-350-7
- Aralsjön: från innanhav till saltöken. Utblick, 0280-4565 ; 1994:5. Stockholm: Utrikespolitiska institutet (UI). 1994. Libris 1882299
- Lenin. Stockholm: Fischer. 1999. Libris 7596595. ISBN 91-7054-875-7
- Vitare kan tvätten inte bli. EU:s historieskrivning om andra världskriget. Gerundium. ISBN 9789198596748
- Dö för NATO?. Oktoberförlaget. ISBN 9789198744927

### Översättningar från ryska
- Isaak Babel: Solnedgång och andra noveller (Ordfront 1988) ISBN 91-7324-303-5
- Ryska folksagor (1992 Fabel) ISBN 91-7842-137-3
- Sholem Alejchem: Spelman på taket (Ordfront 1992) ISBN 91-7324-406-6
- A. Afanasiev: Ryska erotiska folksagor (1993, Fabel) ISBN 91-7842-167-5 även ISBN 91-7842-145-4
- Efraim Sevela: Legender från Invalidgatan (Fabel 1994) ISBN 91-7842-171-3
- Nikolaj Gogol: Kappan (Fabel 1994) ISBN 91-7842-226-4 även ISBN 91-7842-160-8
- Maksim Gorkij: Om min första kärlek (Fabel 1994) ISBN 91-7842-177-2
- Stanislav Govoruchin: Den kriminella revolutionen (Tranan, 1994) ISBN 91-88420-13-2
- Anton Tjechov: Damen med hunden, Gräshoppan (Fabel 1995) ISBN 91-7842-197-7
- Fjodor Dostojevskij: En ful historia (Fabel 1995) ISBN 91-7842-196-9
- Svetlana Aleksijevitj: Förförda av döden (Ordfront 1998) ISBN 91-7324-568-2
- Isaak Babel: Det nya livet (Tranan 2001) ISBN 91-88420-31-0
- Roy Medvedev: Kapitalism i Ryssland? (ETC 1999) ISBN 91-87670-25-9
- Boris Kagarlitskij: Radikalismens återkomst (nixon 2002, ISBN 91-972019-1-X)
- Anna Politkovskaja: Tjetjenien - sanningen om kriget. (ordfront 2003, ISBN 91-7324-995-5)
- M. Saltykov-Sjtjedrin: Historien om en stad ( Tranan 2005) ISBN 91-88420-30-2
- Maksym Kolomiets: Pansar i vinterkriget (Leandoer & Ekholm förlag HB, 2006, ISBN 91-975894-1-1)
- Boris Grigorjev: Med Säpo i hälarna (Efron & dotter ab 2005, ISBN 91-974800-5-3).